# هيلين زيا
هيلين زيا (بالإنجليزية: Helen Zia) هي نسوية ‏ وصحفية أمريكية، ولدت في 1952 في نيوجيرسي في الولايات المتحدة.